# Hermonville
Hermonville ist eine französische Gemeinde mit 1409 Einwohnern (Stand 1. Januar 2022) im Département Marne in der Region Grand Est. Sie gehört zum Arrondissement Reims und ist Mitglied im Gemeindeverband Communauté urbaine du Grand Reims. Die Bewohner werden Hérémondois und Hérémondoises genannt.
Die Gemeinde erhielt 2023 die Auszeichnung „Drei Blumen“, die vom Conseil national des villes et villages fleuris (CNVVF) im Rahmen des jährlichen Wettbewerbs der blumengeschmückten Städte und Dörfer verliehen wird.

## Geografie

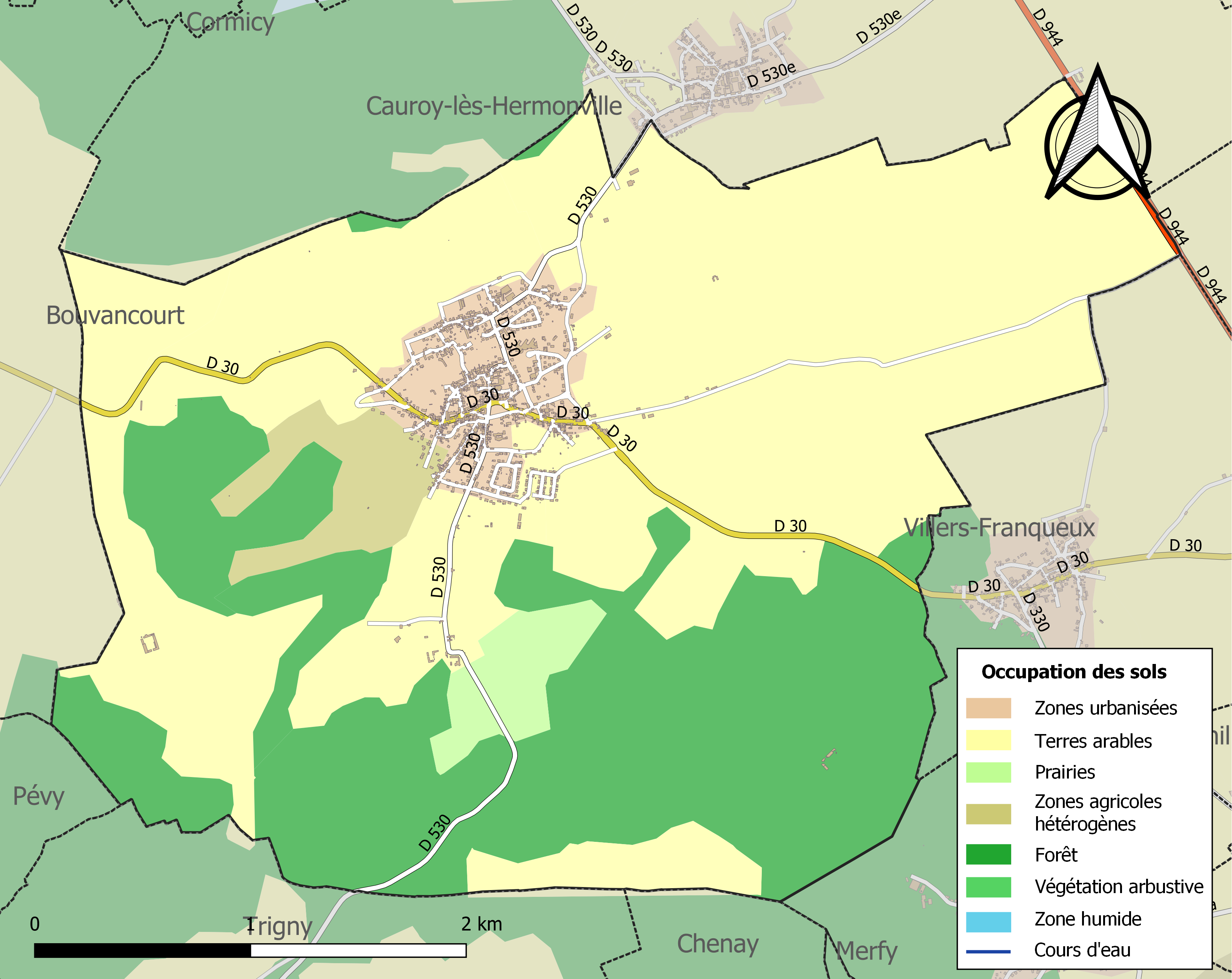
Bodennutzung und Infrastruktur der Gemeinde (2018)

Hermonville liegt etwa 12 Kilometer nordnordwestlich von Reims im Norden der historischen Provinz Champagne. Sie befindet sich an der sogenannten Route touristique du Champagne in der Landschaft des Massifs de Saint-Thierry, in der Weine des Weinbaugebiets Champagne kultiviert werden. Das Gebiet von Hermonville wird vom Ruisseau de Rabassa, einem Nebenfluss der Loivre, durchzogen. Ein anderer Bach, der Ruisseau des Merlivats, fällt zeitweise trocken und wird schließlich vollständig vom Boden absorbiert. Das Zentrum liegt auf einer Höhe von etwa 105 m. Das Gelände steigt im Nordwesten, Westen und Süden sehr schnell teilweise auf über 210 m Höhe an.
Ein Teil des Gebiets von Hermonville gehört zum Natura 2000-Schutzgebiet „Marais et pelouses du tertiaire au nord de Reims“ (FR2100274) und von zwei ZNIEFF-Naturzonen. Etwa 62 % der Fläche der Gemeinde werden landwirtschaftlich genutzt, etwa 33 % sind bewaldet, insbesondere im südlichen Gemeindegebiet, der Anteil an bebautem Grund beträgt etwa 5 % (Stand: 2018).
Nachbargemeinden von Hermonville sind:
- Cauroy-lès-Hermonville im Norden,
- Loivre im Nordosten,
- Villers-Franqueux im Osten,
- Pouillon im Südosten,
- Chenay und Trigny im Süden,
- Pévy im Südwesten und
- Bouvancourt im Westen.

## Geschichte
Der Name der Gemeinde stammt aus dem germanischen Herimund (Hügel) und dem lateinischen Villa (Landgut).
An einem Lieu-dit namens Croix-Ringlet wurden merowingische Gräber gefunden. Hermonville wurde im 12. Jahrhundert durch eine Urkunde von König Philippe-Auguste als Pfarrgemeinde gegründet. In dieser Zeit wurde auch die Kirche Saint-Sauveur erbaut.
Hermonville hatte im 13. Jahrhundert 5000 Einwohner und sein Zentrum befand sich in Saint Martin. Während des Hundertjährigen Krieges schwächten Plünderung, Banditentum und Seuchen das Dorf. Das Dorf hatte sieben Schlösser: das Schloss Toussicourt, das Jean-Nicolas de Toussicourt, dem Bürgermeister von Hermonville, dem Industriellen Holden und dann Hugues Krafft gehörte, zwei Schlösser in Marzilly (das älteste stammt aus der Zeit der Templer und gehörte Lenôtre, dem Gärtner von König Ludwig XIV. und später von General Émile Oscar Dubois), das andere war der Wohnsitz des italienischen Konsuls, das Schloss Avesnes auf dem Rathausplatz, das Schloss in der Rue Visin, das Schloss Le Bois de l’arbre und das Schloss Saint Remy, in dem der Schriftsteller Maurice Renard lebte.
Im März 1814 brach das Erste Kaiserreich zusammen, Napoleon erlitt Niederlagen und 6000 Russen hielten sich während mehrerer Monate in Hermonville auf. Sie wohnten bei den Einheimischen und verlangten das Beste. Die Rechnung für die Gemeinde war hoch.
Während des Ersten Weltkriegs war Hermonville ein Stützpunkt für 6.000 Soldaten.

## Bevölkerungsentwicklung

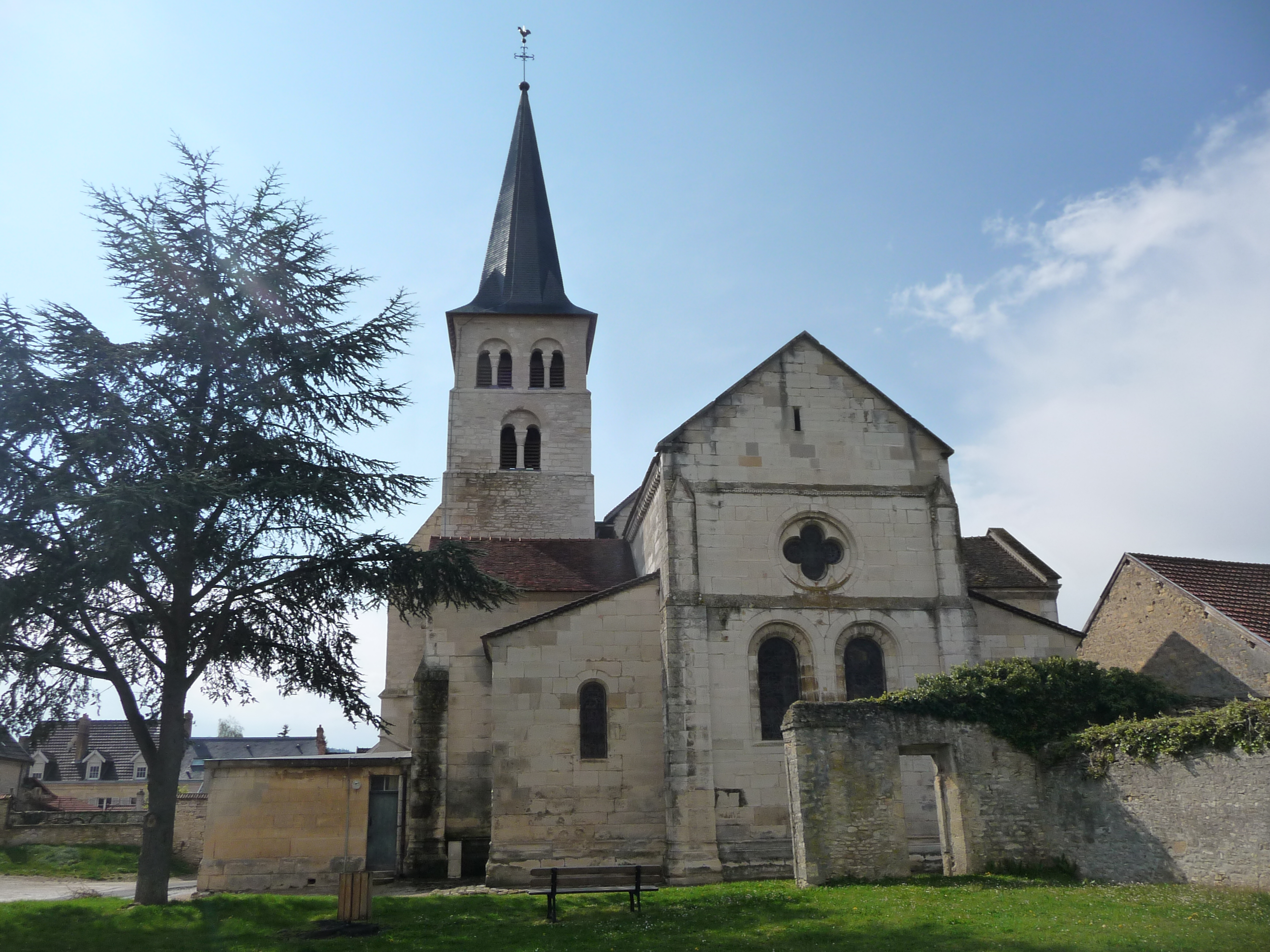
Kirche Saint-Sauveur

| Jahr                       | 1962 | 1968 | 1975 | 1982 | 1990 | 1999 | 2006 | 2013 | 2020 |
| Einwohner                  | 737  | 793  | 854  | 924  | 1124 | 1245 | 1298 | 1486 | 1392 |
| Quellen: Cassini und INSEE |      |      |      |      |      |      |      |      |      |

## Sehenswürdigkeiten
- Kirche Saint-Sauveur aus dem 12. und 13. Jahrhundert, seit 1919 als Monument historique klassifiziert[5]
- Mahnmal zum Gedenken an die Gefallenen der Weltkriege
- Britischer Gefallenenfriedhof von Hermonville
- Schloss Avesnes, heute als Altersheim genutzt, andere Schlösser sind im Ersten Weltkrieg zerstört worden
- Zahlreiche Häuser mit Flachreliefs, steinernen Statuen und alten Torbauten

## Verkehr
Hermonville liegt abseits größerer Verkehrsachsen. Die Departementsstraße D 30 verbindet das Zentrum mit Bouvancourt im Westen und mit Villers-Franqueux im Osten. Die nachgeordnete Departementsstraße D 530 führt nach Cauroy-lès-Hermonville im Norden und nach Trigny im Süden.
Eine Buslinie der Transportgesellschaft Champagne Mobilités verbindet die Gemeinde mit Cormicy und Reims.

## Persönlichkeiten
- Bernard de Susbielle (1808–1893), französischer General, wohnte zeitweise im Schloss Marzilly
- Jonathan Holden (1828–1906), englischer Textilindustrieller, zeitweise Besitzer des Schlosses Marzilly
- Edgard de Maigret (1841–1910), französischer Vizeadmiral, geboren in Hermonville
- Émile Oscar Dubois (1842–1928), französischer General, geboren und beigesetzt in Hermonville
- Eugénie Elise Lurette (1852–1940), Begleiterin der Familie Spencer, Überlebende des Untergangs der Titanic, geboren in Hermonville,
- Maurice Renard (1875–1939), französischer Schriftsteller, verbrachte viel Zeit in seiner Kindheit im Schloss seiner Großeltern in Hermonville